# Louise Thomassen à Thuessink van der Hoop van Slochteren
Geertruida Hermanna Louisa Christina (Louise) Thomassen à Thuessink van der Hoop van Slochteren (Slochteren, 19 oktober 1915 - aldaar, 9 juli 2008) was de laatste bewoner van de Fraeylemaborg in Slochteren.
Van der Hoop, lid van de familie Van der Hoop, was een dochter van Evert Jan Thomassen à Thuessink van der Hoop van Slochteren, burgemeester van Sappemeer van 1917 tot 1925. In die periode woonde de familie op het tweede landgoed, de borg Welgelegen, eigendom van de familie van haar moeder, Catharina Cornelia Star Numan, telg uit het geslacht Numan. Toen haar vader in 1925 burgemeester van Slochteren werd, verhuisde de familie weer naar de Fraeylemaborg. Louise kreeg een strenge en klassieke opvoeding, omringd door bedienden en geschoold in het Frans. Ze trouwde op 26 augustus 1948 met jhr. drs. François van Panhuys (1914-1969) vanuit de borg en vestigde zich met haar man in het Gelderse Hummelo, waar hij sinds 1950 burgemeester was. Haar vader overleed in 1952 en haar moeder in 1965. Na het overlijden van haar man in 1969 keerde Louise met haar drie dochters Kitty, Mieke en Ulrica, terug naar de Fraeylemaborg. Het onderhoud van de borg bleek niet meer door haar te bekostigen. In 1971 werd het landgoed verkocht aan de Gerrit van Houtenstichting en verliet de laatste familie de Fraeylemaborg.
Van der Hoop hertrouwde in 1977 met Jan Leendert Groenveld, die ze kende uit haar gymnasiumtijd. Ze vestigde zich op 200 meter van de borg in  Het Hoge Huys, een voormalig rechthuis uit de zeventiende eeuw dat nog steeds in het bezit van de familie is. Hier overleed medio 2008 Louise Thomassen à Thuessink van der Hoop van Slochteren op 92-jarige leeftijd. Op 15 juli van dat jaar werd ze met behulp van rijtuigen naar haar laatste rustplaats gebracht. Vier kleinzonen droegen haar vanuit de Fraeylemaborg naar buiten.